# Razambek Zhamalov
Razambek Salambekovich Zhamalov (en rus: Разамбек Саламбекович Жамалов, nascut l'1 de juliol de 1998) és un lluitador de lluita lliure d'ètnia txetxena nascut a Rússia. És el guanyador de la Copa del Món Individual 2020 i campió del món sub-23, Zhamalov guanyà la medalla d'or als Jocs Olímpics d'estiu de 2024 representant d'Uzbekistan. També va ser nomenat dues vegades campió nacional rus i quatre vegades finalista abans de traslladar-se a Uzbekistan.